# Переход Окинавы на левостороннее движение
Смена сторон автомобильного движения в Окинаве произошла 30 июля 1978 года, в этот день японская префектура перешла с правостороннего на левостороннее автомобильное движение.

## Предыстория
Первоначально в Окинаве, как и во всей Японии, ездили по левой стороне дороги, но после поражения Японии во Второй мировой войне префектура перешла под контроль США. 24 июня 1945 года Соединённые Штаты ввели в Окинаве правостороннее движение.
Даже после того, как Окинава была возвращена под контроль японским властям 15 мая 1972 года, в ней осталось правостороннее движение. Это продолжалось в течение шести лет в связи с задержкой передачи префектуры властям Японии, а также проведением выставки EXPO '75. Тем не менее, в соответствии с Венской конвенцией о дорожном движении, которая разрешает в каждой стране только одно направление движения, 30 июля 1978 года схема движения в префектуре была заменена обратно на движение по левой стороне дороги.

## Изменение направления
Движение во всей префектуре было закрыто в 22:00, 29 июля 1978 года. Восемь часов спустя в 06:00, 30 июля 1978 года движение было возобновлено, но уже по левой стороне дороги.
Так как в Окинаве не хватало полицейских, чтобы контролировать дорожное движение во всей префектуре одновременно, туда были направлены полицейские из соседних префектур.
Большинство левосторонних знаков уже были установлены к 30 июля, но закрыты. В течение восьми часов остановки движения покрытие было снято с новых знаков и перенесено на старые. Эта схема была названа Схема Кудаки (яп. 久高方式 Кудака хо:сики), в честь Хироси Кудаки (яп. 久高 弘 Кудака Хироси) — офицера полиции префектуры Окинава, ответственного за переход.
Префектуры обнародовали изменения заранее посредством «Кампании 730» (яп. 730キャンペーン Нана сан мару кямпэ:н) (название происходит от записанной в американском стиле даты перехода — «7.30»), так была названа кампания по переходу на левостороннее движение. Эта кампания включала оповещение населения в СМИ, при помощи информационных плакатов и объявлений по телевидению.
В префектуре, начиная с конца 70-х до начала 80-х, праворульные автомобили называли «730» (яп. 730車両 / 730カー нана сан мару сярё:), в то время как леворульные автомобили назывались «729» (яп. 729車両 / 729カー нана ни кю: сярё:). Оба выражения в настоящее время устарели.
Японское правительство выделило около 150 млн долларов США для покрытия расходов на преобразование префектуры, которые включали перемещение автобусных остановок и знаков, замену более чем 1000 автобусов и 5000 такси, а также замену фар на 300 000 автомобилей для того, чтобы они были направлены влево, а не вправо. Американские военные израсходовали почти 500 тыс. долларов на перестановку знаков на своих базах.

## Автобусы
Местным автобусным компаниям пришлось переместить пассажирские двери с правой стороны на левую на всех автобусах. Такие транспортные компании префектуры, как «Ryūkyū Bus», «Okinawa Bus», «Naha Kōtsū» и «Tōyō Bus», при поддержке субсидий префектуры и правительства сделали это более чем с 1000 автобусов. Именно эти автобусы иногда называют «транспортное средство 730» (яп. 730車両 / 730バス нана сам мару сярё:, нана сам мару басу).

## Памятные знаки
В Исигаки установлен памятный камень дню 730 высотой 1 м.
В Миякодзиме находится памятный знак (яп. 730記念塔).